# Лето 84 (фильм)
«Лето 84» (англ. Summer of 84) — канадский триллер 2018 года режиссёров Франсуа Симара, Анук Висселль и Йоанна-Карла Висселля.
Премьера фильма состоялась в январе 2018 года на кинофестивале «Сандэнс». 10 августа того же года вышел в ограниченный прокат в кинотеатрах США.

## Сюжет
Лето 1984 года. Город Кейп-Мэй страдает от рук серийного убийцы. За десятилетие в городе пропало тринадцать мальчиков в возрасте от 12 до 16 лет. Пятнадцатилетний Дейви Армстронг из соседнего города Ипсвич подозревает своего соседа, уважаемого офицера полиции Уэйна Макки, в том, что он и есть «Убийца Кейп-Мэя». Его друзья — Дейл «Вуди» Вудворт, Кёртис Фаррадей и Томми «Итс» Итон отвергают его идею, зная, что Дейви любитель городских легенд и теорий заговора. Однако они начинают верить ему, когда несколько дней спустя мальчика, которого Дейви видит в окне дома Макки, они увидели на обороте коробки с молоком.
Ребята начинают следить за Макки и обнаруживают несколько подозрительных действий. Макки регулярно покупает садовые инструменты и пакеты с почвой. Позже Вуди и Фаррадей находят машину и канистры с гидроксидом натрия в комнате хранения Макки, а Дейви и Итс находят в сарае майку со следами крови. Друзья предоставляют свои доказательства родителям Дейви, но те не верят и называют их расследование вандализмом. Отец Дейви заставляет их извиниться, но Макки говорит, что не злится, а мальчик в комнате был его племянником. Но Дейви ему не верит. На следующий день Макки приходит в дом Дейви. Тот просит позвонить Макки якобы своему племяннику, но телефон не отвечает. Позвонив оператору и узнав набранный номер, Дейви понимает, что Макки набрал свой собственный номер, и продолжает расследование.
На следующий день арестовывают подозреваемого в деле «Убийцы Кейп-Мэя». Дейви планирует забраться в дом Макки во время фестиваля в Кейп-Мэе. Фаррадей, который находится на фестивале в роли наблюдателя, обнаруживает, что почва покупалась Макки для благоустройства города, и он с Итсом покидают свои посты. Дейви, Вуди и их подруга Никки Кашуба с камерой забираются в дом Макки, залезают в подвал, который отделан как детская комната Макки, и находят в ванной труп мальчика вместе с ещё живым, недавно пропавшим подростком. Они показывают запись в полиции Ипсвича и те направляются на поиски Макки. Ночью Макки, спрятавшись заранее на чердаке, похищает Вуди и Дейви и отвозит их на остров, где объявляет, что начинает с ними игру в прятки. Преследуемые Макки мальчики бегут по лесу. Дейви хочет задержать Макки, чтобы Вуди смог сбежать, но Макки догоняет Вуди и перерезает ему горло. Он хочет убить и Дейви, но решает оставить его живым и сделать параноиком, сказав, что когда-нибудь он придёт и за ним.
Через некоторое время спасённый Дейви разносит газеты, проезжая на велосипеде мимо дома Вуди, увидев в машине Никки, которая уезжает и машет ему рукой на прощанье, натолкнувшись на Фаррадея и Итса, которые разбивают стены домика на дереве, и дом Макки, обклеенный полицейской лентой. Дейви разворачивает газету с фотографией Макки и подписью: «Убийца Кейп-Мэя всё ещё на свободе».

## В ролях
- Грэм Верчир — Дейви Армстронг
- Джуда Льюис — Томми «Итс» Итон
- Калеб Эмери — Дейл «Вуди» Вудворт
- Кори Грютер-Эндрю — Кёртис Фаррадей
- Тира Скоуби — Никки Кашуба
- Рич Соммер — Уэйн Макки
- Джейсон Грей-Стэнфорд — Рэндалл Армстронг
- Шона Йоханнесен — Шейла Армстронг
- Дж. Алекс Бринсон — офицер Коул
- Харрисон Хоуд — Бобби
- Марк Брендон — телеведущий
- Сьюзи Кастильо — Бренд Вудворт
- Уильям Макдональд — шериф Колдуэлл

## Производство
Съёмки стартовали в июне 2017 года в Ванкувере.

## Критика
Деннис Харви из Variety счел фильм «недостаточно забавным и страшным, чтобы оставить неизгладимое впечатление» и «более медленным, чем необходимо».